# 紅球快遞計畫

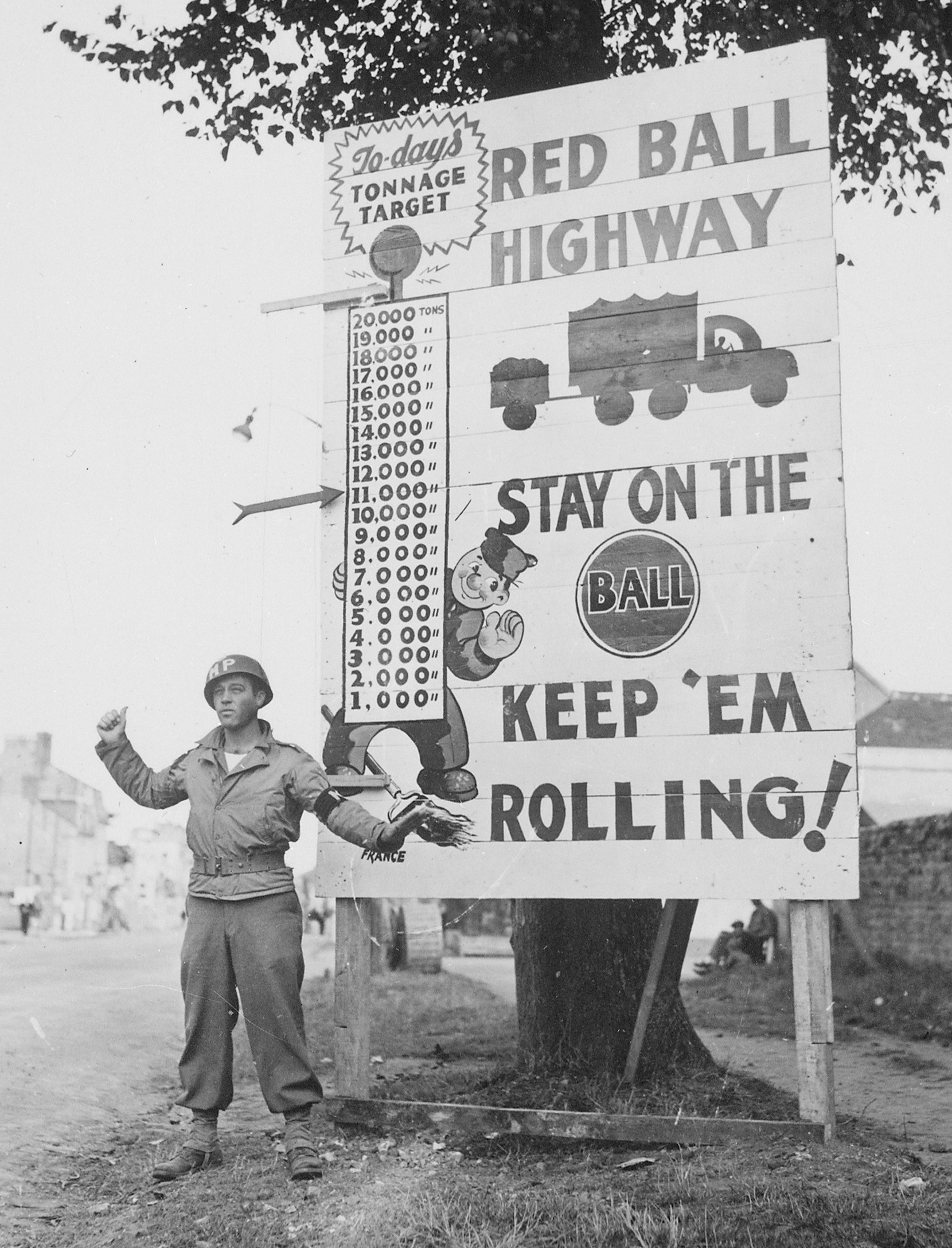
第783宪兵营的Charles H. Johnson下士在引导红球快递车队

红球快递计划是二战期间盟军著名的后勤运输系统，为在诺曼底登陆后快速推进的盟军服务。执行任务的卡车会在车头挂上一个红色圆盘，沿着同样用红色标记的，对平民封闭的路线向前线运送补给。
红球快递诞生于一次36小时的紧急会议，并于1944年8月25日开始运作。大多数司机是非裔美国人。在行动最高峰时该系统动用了5958辆卡车，每天输送约12,300短噸（11,200公噸）的补给。在安特卫普港得以安全运作、法国境内铁路得到了适当修复、临时输油管道建成后，1944年11月16日红球快递计划结束，共计进行了83天。

## 词源

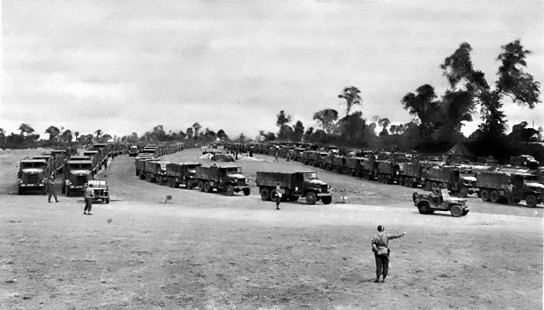
红球快递卡车通过调度点(Regulating Point)

用“红球”这一名词来代表货运速递业务可以追溯到十九世纪末。1892年前后，圣塔菲铁路开始将其特快货运业务称作“红球”，使用的列车和轨道均用红球标示。此后，该名词逐渐被接纳，到了二十世纪20年代已经得到了广泛应用。

## 历史

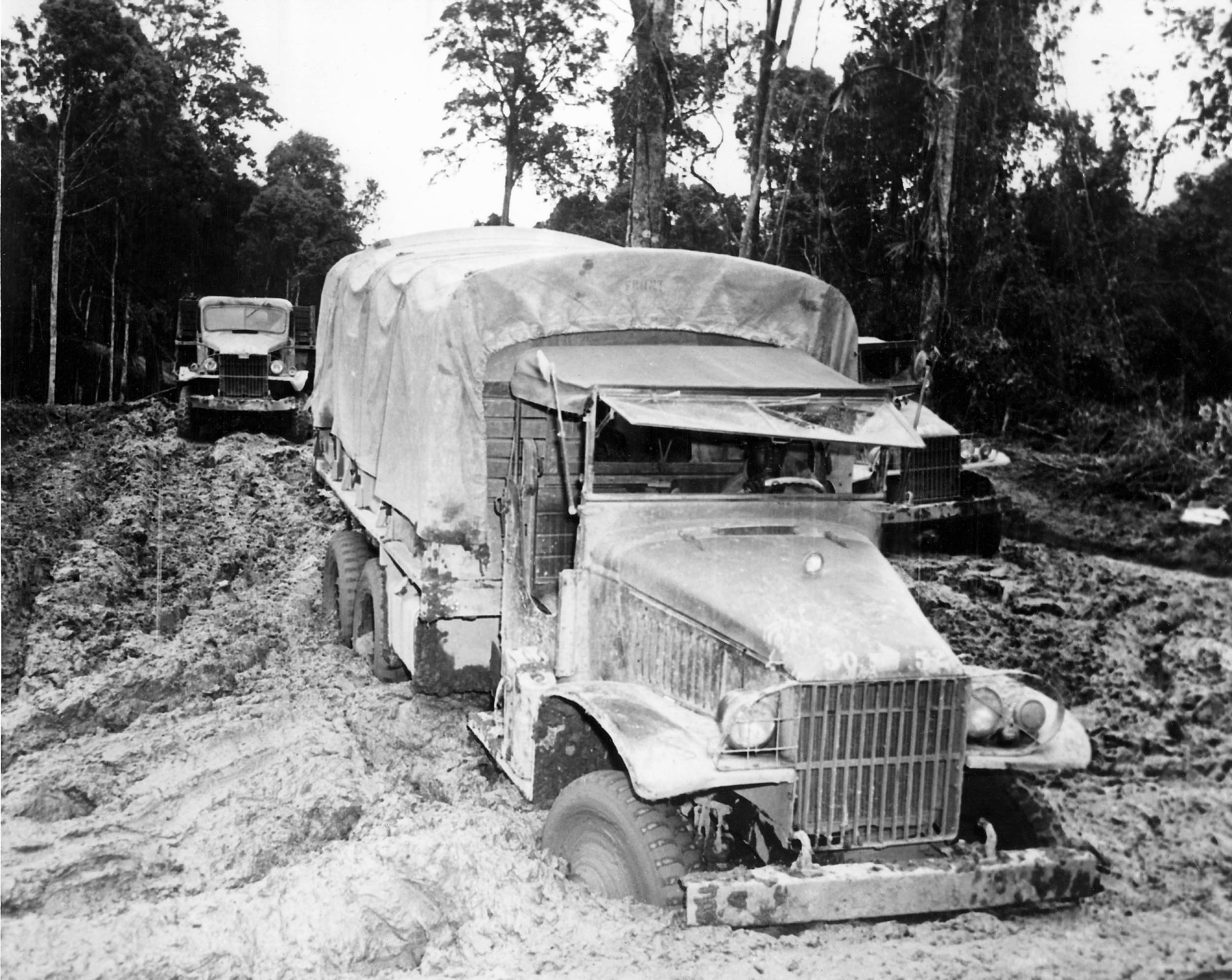
一辆陷入泥沼的红球快递卡车

1944年6月盟军成功登陆诺曼底后很快发现，他们急需一套特快运输系统。为了打击德军调动部队以应对诺曼底登陆的能力，盟军在登陆作战前炸毁了法国的铁路系统。盟军突破防线后向塞纳河快速进军的这段时间，共有约28个师需要补给，后勤需求达到了每天约21,000短噸（19,100公噸）。鉴于战场的实际情况，只有通过公路卡车运输可以实现后勤补给。
部队编成由Loren Albert Ayers上校负责。他筹措了车辆装备，将在码头工作的和其他职务不紧要的人员训练成了长途驾驶员（其中约75%为黑人），为每辆卡车编制两名驾驶员。

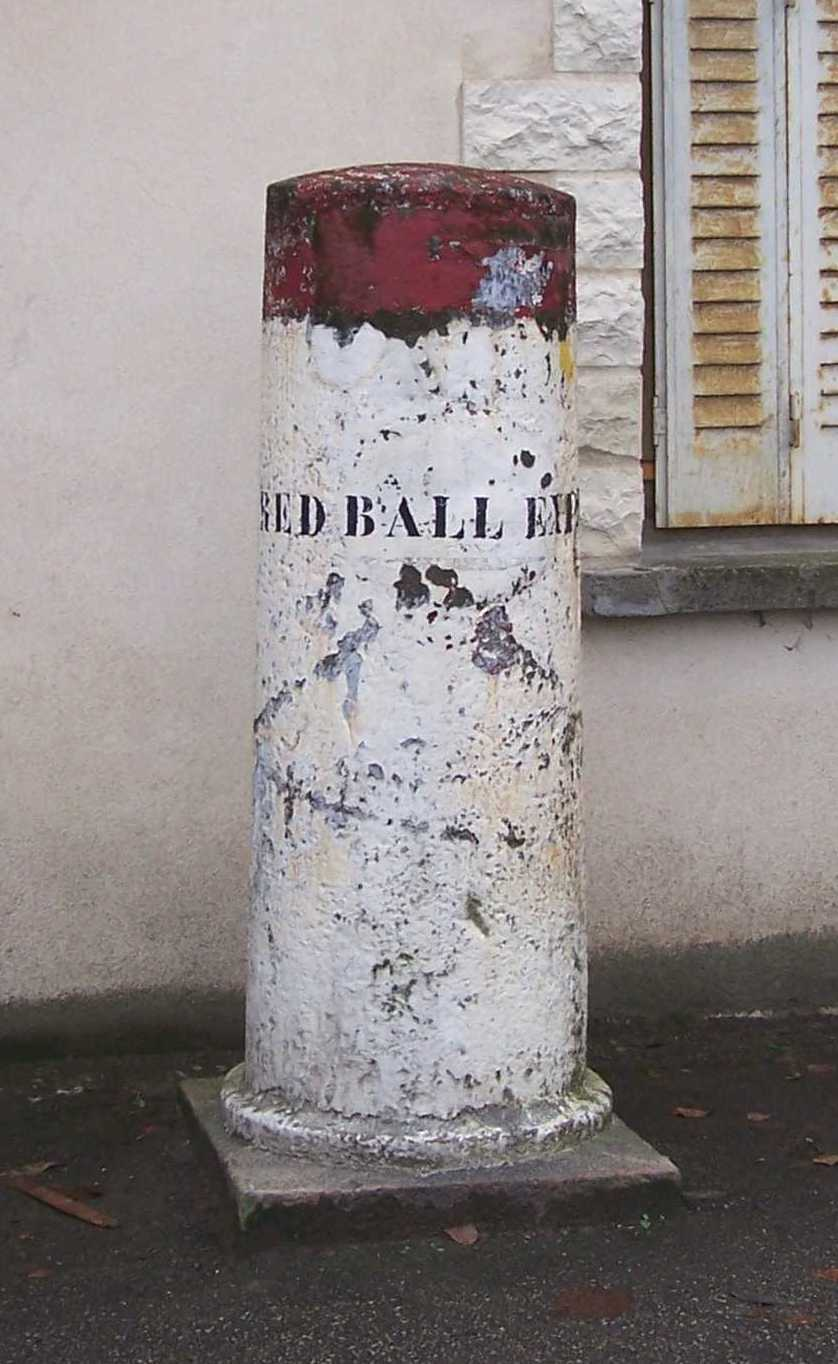
La Queue-lez-Yvelines村内纪念红球快递计划的石柱

因应后勤需求，盟军在瑟堡和位于沙特尔的前沿后勤基地之间开辟了两条交通路线：北线用于向前输送补给，南线供返程使用。两条路线均对民间交通封闭。
The highways in France are usually good, but are ordinarily not excessively wide. The needs of the rapidly advancing armies, consequently, promptly put the greatest possible demands upon them. To ease this strain, main highways leading to the front were set aside very early in the advance as "one way" roads from which all civil and local military traffic were barred. Tens of thousands of truckloads of supplies were pushed forward over these one way roads in a constant stream of traffic. Reaching the supply dumps in the forward areas, the trucks unloaded and returned empty to Arromanches, Cherbourg and the lesser landing places by way of other one way highways. Even the French railroads were, to some degree, operated similarly, with loaded trains moving forward almost nose to tail.——For Want of a Nail: The Influence of Logistics on War (1948) by Hawthorne Daniel
法国的公路还算好，只是不太宽。 要用这些路补给快速推进的部队很快给它们带来了极大的负荷。为了减小压力，在军事推进的前期我们就开始在通往前线的主要公路实施单向通行，并禁止民间及短距离的军用交通使用。每天都有成千上万装满物资的卡车川流不息地驶过这些道路。一到前线这些卡车便卸下货物，然后空车走反向单行线驶回阿罗芒什、瑟堡还有别的小的登陆点。我们也在一定程度上用类似的规则去调度法国的铁路线，让一辆列车紧接着一辆驶向前线。
原则上每个车队至少要有五辆卡车一同出发，前后由吉普车护送。但实际上很多卡车一载满货物就会发车，很多驾驶员还会拆除引擎限速器以求时速快过56英里每小時（90每小時）。照常理运输车队是德国空军的主要打击目标，但1944年的德国空军连这种脆弱的目标都无力袭击了，因此红球快递的主要挑战是车辆的维护，召集到足够的司机，还有疲劳和危险驾驶。
自1944年8月起至12月，第793宪兵营负责红球快递沿线的交通管制和保卫工作。这项任务是该部队的第一次部署，因此这个营的特色单位徽章设计成了绿地金斜带上附两个红球，以兹纪念（绿色和金色是美国陆军宪兵的代表色）。

## 流行文化
1952年的电影《红球速递计划》根据这一事迹改编。在此基础上又有1973-74年播出的电视情景喜剧Roll Out。
《偷天任务》第四季第4集中，角色Charles Lawson设定为曾是红球快递的一名司机。
2006年的电子游戏英雄連隊美军战役第五关描绘了红球快递。
2016年的电子游戏钢铁雄心4的1.1补丁被命名为“红球快递”。

## 脚注
1. ↑  美国英语中ton指短吨，军用车辆载重量亦是用短吨衡量。